# Freifunk

Logo di Freifunk.net

Freifunk (tedesco per: "radio libera") è un'iniziativa aperta non commerciale per supportare reti radio libere in Germania. Fa parte di un movimento internazionale per le reti radio e wireless libere, come le reti di comunità senza fili.
Freifunk utilizza la tecnologia mesh per creare reti ad hoc interconnettendo più LAN wireless. Per supportare la rapida diffusione delle reti radio libere, Freifunk usa un firmware basato su OpenWrt e specializzato per dispositivi WRT54G. Con questo firmware, è relativamente semplice installare una rete wireless usando una comunicazione WLAN ad hoc e un instradamento di livello 3 con il protocollo OLSR.
Esistono diverse implementazioni del firmware a seconda dell'hardware e dei protocolli utilizzati dalle comunità locali. La prima rete Wi-Fi ad hoc venne realizzata in Georgia (USA) nel 1999, come dimostrato da Toh: Si trattava di un'implementazione a 6 nodi che eseguiva il protocollo Associativity-Based Routing (ABR) su kernel Linux e Wi-Fi WAVELAN. In seguito a quell'esperienza, Freifunk ha lavorato su protocolli standard IETF, in particolare OLSR e B.A.T.M.A.N.; quest'ultimo protocollo è curato dagli attivisti Freifunk su base volontaria.